# Ringve-Museum
Das Ringve-Museum in Trondheim ist Norwegens Nationalmuseum für Musik und Musikinstrumente mit Sammlungen aus der ganzen Welt.

## Lage
Das Ringve-Museum liegt im Stadtteil Lade auf der Lade-Halbinsel vor den Toren der Stadt Trondheim und liegt in einem Botanischen Garten, der von der Technisch-Naturwissenschaftlichen Universität Norwegens (NTNU) betrieben wird.

## Geschichte
Das erste Haus wurde dort 1521 gebaut. Die aktuelle Gebäudeformation entstand ab 1850. Als das Anwesen 1878 verkauft wurde, wurde die Familie Bachke Eigentümer. 1919 übernahm einer der Söhne, Christian Anker Bachke, das Anwesen. Er heiratete die Russin Victoria Rostin. Die beiden bekamen keine Kinder, fingen aber an, historische Musikinstrumente zu sammeln. Das Museum wurde im Jahre 1952 eröffnet. Insgesamt gibt es ungefähr 1.500 Instrumente in der Sammlung, außerdem Bilder und Aufnahmen von Musikstücken.
Viele berühmte Musiker besuchten das Anwesen, darunter Artur Schnabel, Lili Kraus, Ignaz Friedman, Percy Grainger, Kirsten Flagstad und Edvard Munch.

## Die Ausstellung

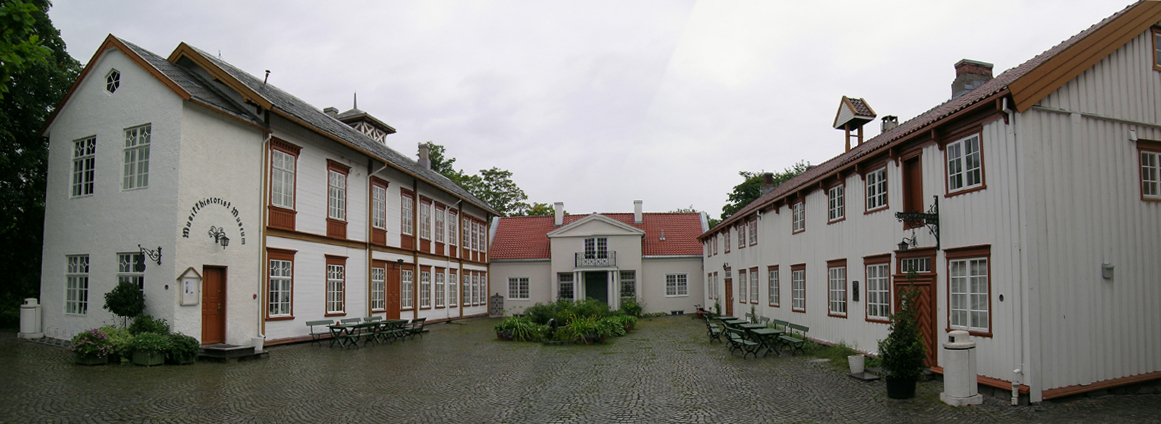
Ringve-Museum, links: das Herrenhaus

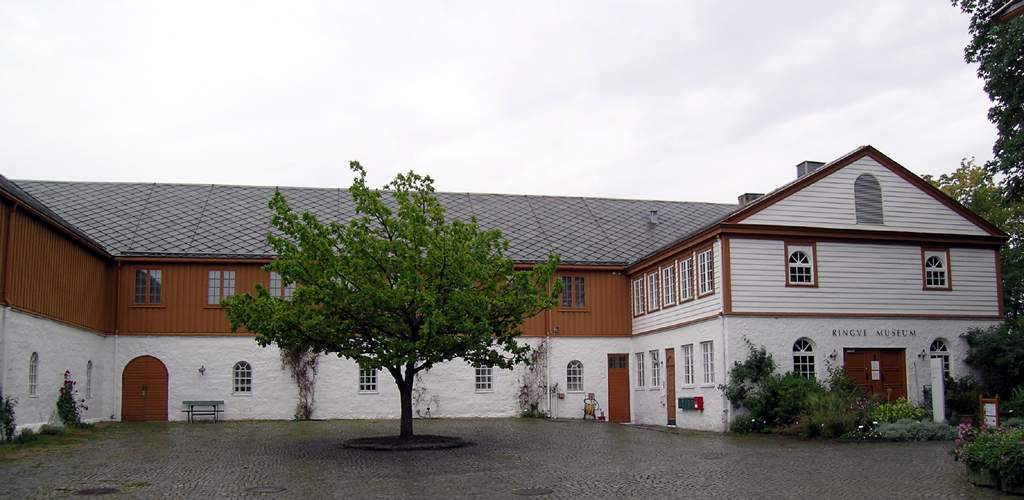
Ringve-Museum: die Scheune

Die Ausstellung gliedert sich in zwei Teile: das Herrenhaus und die Scheune.

### Das Herrenhaus
Im Herrenhaus sind funktionierende Instrumente ausgestellt, hauptsächlich Tasteninstrumente. Es ist möglich, das Haus im Rahmen einer Führung zu besichtigen, wobei die Führer oft einige Musikstücke auf den Instrumenten anspielen.
Im Erdgeschoss befinden sich Räume, die nach Mozart, Beethoven und Chopin benannt sind, wo unter anderem ihre Lieblingsinstrumente ausgestellt sind. Im Obergeschoss widmet sich ein Raum Elisabeth Wiborg und Adelina Patti, und es werden die traditionellen Hardanger-Fiedeln vorgestellt. Weiterhin gibt es dort einen Grieg-Raum und einen Raum, in dem Kirchenmusikinstrumente aufgebaut sind.

### Die Scheune
In der Scheune sind weitere Musikinstrumente ausgestellt. In einem zweiten Raum können auch Instrumente selbst ausprobiert werden, z. B. ein Kuhhorn, Xylophone, Trommeln und Holzpfeifen.